# Можгинский уезд
Можгинский уезд — административно-территориальная единица Вотской АО с 1921 по 1929 годы.

## Образование уезда
Можгинский уезд образован в феврале 1921 года, путём выделения 14 северных волостей Елабужского уезда Вятской губернии и передачи их в состав Вотской АО. В состав Можгинского уезда вошли следующие волости: Александровская, Алнашская, Билярская, Большекибьинская, Большепудгинская, Большеучинская, Варзи-Ятчинская, Васильевская, Граховская, Можгинская, Новогорская, Поршурская, Староятчинская и Троцкая (до 1920 года — Бемышевская).
Первоначально административный центр уезда находился в селе Можга, но 8 мая 1924 года село почти полностью было уничтожено пожаром. Уездный центр был срочно переведён в посёлок Сюгинского завода, который 3 апреля 1924 года получил название — Красный посёлок. Постановлением ВЦИК от 4 октября 1926 года поселок Красный был преобразован в город Красный, а 16 декабря 1926 года переименован в город Можга.

## Административная реформа 1924 года
Декретом от 28 июля 1924 года было утверждено новое административно-территориальное деление уезда, количество волостей сокращено до семи: Алнашская, Большекибьинская, Большеучинская, Вавожская, Граховская, Можгинская и Троцкая. На основании того же декрета из состава Ижевского уезда переданы: Ильинская (вошла в состав Большекибьинской волости), Вавожская и Водзимонская волости и часть селений Ува-Туклинской волости Селтинского уезда (которые образовали ещё одну — Вавожскую волость), а также 5 селений Александровской волости отошли к Ижевскому уезду.
Постановлением ВЦИК от 10 июня 1929 года в состав Вавожской волости уезда переданы 5 сельсоветов Волипельгинской волости Вятской губернии.

## Ликвидация уезда
С 1926 года в СССР начинается районирование (замена уездно-волостной структуры на районную) и 15 июля 1929 года уезды Вотской АО были ликвидированы, на территории Можгинского уезда образованы несколько районов — Алнашский, Вавожский, Граховский и Можгинский.